# 佐戸井けん太
佐戸井 けん太（さとい けんた、1957年5月14日 - ）は、日本の俳優である。本名：佐戸井 憲治。千葉県出身。シス・カンパニー所属。特技はバスケットボールと落語。身長183cm、血液型はAB型。市川中学校・高等学校から上智大学中退。

## 人物・来歴
1977年に夢の遊眠社に入団（同事務所の田山涼成や円城寺あやも所属していた）。
『踊る大捜査線』での魚住二郎役が当たり役となり、数々の作品に出演。
温厚な父親役から腹黒い権力者役まで演じる演技の幅はかなり広い。
斉木しげるに似ているため、『特命係長 只野仁』では斉木の演じる役に偽者として変装する役を演じた。

## 出演

### テレビドラマ

#### NHK
- 寺子屋ゆめ指南 第4話「留吉がみていた?」（1997年） - 松五郎
- 大河ドラマ
  - 元禄繚乱（1999年） - 月岡治右衛門
  - 平清盛（2012年） - 平盛康
  - 軍師官兵衛（2014年） - 別所重棟
  - いだてん〜東京オリムピック噺〜（2019年） - 春野先生[注 1]
  - 青天を衝け（2021年） - 堀田正睦
- 昨日の友は今日の敵?（2004年） - 丸岡孝郎
- ハゲタカ（2007年） - 沼田透
- 海峡（2007年） - 川瀬明
- オトコマエ! - 中嶋勘解由
  - オトコマエ!（2008年4月12日 - 7月26日）
  - オトコマエ!2（2009年9月5日 - 12月12日）
- たったひとりの反乱（2008年）
- わたしが子どもだったころ（2008年） - サンプラザ中野の父
- 連続テレビ小説 つばさ（2009年） - 鈴本宏夫
- 15歳の志願兵（2010年8月15日） - 滑川元
- セカンドバージン（2010年） - 井川総務部長
- クラシックミステリー 名曲探偵アマデウス（2011年） - 唐谷卓人
- 負けて、勝つ 〜戦後を創った男・吉田茂〜（2012年） - 西村熊雄
- 紙の月（2014年1月7日 - 2月4日） - 井上義雄
- 破裂（2015年） - 林田博史
- 大岡越前3 第2回「うそつき女と若様」（2016年1月22日、NHK BSプレミアム） - 立川次兵ヱ
- 最後のレストラン 第六皿「ナポレオン・ボナパルト様御来店」（2016年5月31日） - 鷺田実行
- 雲霧仁左衛門3（NHK BSプレミアム） - 野川屋助右衛門
  - 第2回「新たなる盗め」（2017年1月13日）
  - 第3回「ほおずきの調べ」（2017年1月20日）
- スリル!赤の章〜警視庁庶務係ヒトミの事件簿 最終回「警視庁庶務係ヒトミの恋とテロ」（2017年3月15日） - 津田山弁護士
- 4号警備（2017年4月8日 - 5月20日） - 滝沢学
- 定年女子（2017年7月9日 - 8月27日、NHK BSプレミアム） - 長谷部忠夫
- 歪んだ波紋 第6回「たからもの」（2019年12月8日、NHK BSプレミアム） - 正田則夫
- 山本周五郎ドラマ さぶ（2020年1月18日、NHK BSプレミアム） - 岡安喜兵衛
- 赤ひげ3 第1回「亡き友の娘」（2020年10月23日、NHK BSプレミアム） - 千吉
- 正義の天秤 - 梅津清十郎[2]
  - season1（2021年9月25日 - 10月23日）
  - season2（2023年5月6日 - 6月3日）[3][4]
- しもべえ - 川島恭三
  - 第5話「学園祭だ!! 出演者も変なテンション最高潮!」（2022年2月25日）
  - 第6話「シリアス医療ドラマになりそうですがご心配なくw」（2022年3月18日）
- 育休刑事 第5話「人見知り」（2023年5月16日） - 吉野宗典
- Shrink-精神科医ヨワイ- 第2話「双極症」（2024年9月7日） - 林正信[5]
- 藤子・F・不二雄 SF短編ドラマ シーズン3「タイムマシンを作ろう」（2025年3月25日、NHK BSプレミアム4K） - 未来の杉本[6]
- 浮浪雲（2026年〈予定〉 - 、NHK BS・NHK BSプレミアム4K）[7]

#### 日本テレビ
- 恋はハイホー!（1987年） - 荒木・弟
- 悪女（1992年、読売テレビ）
- サイコメトラーEIJI（1997年） - 渡辺先生
- 隣人は秘かに笑う（1999年） - 神奈川県警監察官
- 新宿暴走救急隊 第4話「食中毒大パニック! 殺意の同窓会!!」（2000年11月4日）
- メッセージ〜言葉が裏切っていく〜（2003年）
- あした天気になあれ。（2003年） - 清水恭三
- ごくせん 第2シリーズ 第8話「私はずっとお前たちのセンコーだ」（2005年3月5日） - 青木
- 探偵学園 第6話「友情決裂? 明かされた秘密!!」（2007年8月7日） - 福永左門
- 働きマン 第7話「別れ…それでも仕事はある」（2007年11月21日） - 浜田部長
- 名探偵コナンドラマスペシャル第2弾「工藤新一の復活! 黒の組織との対決」（2007年） - 三浦大吾
- 24時間あたためますか?〜疾風怒涛コンビニ伝〜（2008年3月15日） - 紺野英雄
- 夢をかなえるゾウ（女の幸せ篇）（2008年10月2日 - 12月25日、読売テレビ） - 田島部長
- 神の雫 第7章「隠された遺言状の謎」（2009年2月24日） - 浦井
- 赤鼻のセンセイ 第6話「女医の涙と生徒の笑顔」（2009年8月12日） - 小山内良三
- 傍聴マニア09〜裁判長!ここは懲役4年でどうすか〜 最終話「裁判員も傍聴もやめる!」（2009年12月25日、読売テレビ） - 坂口範夫
- 桜からの手紙 〜AKB48 それぞれの卒業物語〜（2011年）
- 妖怪人間ベム Episode 7「産みの親についに再会…もうすぐ人間に」（2011年12月3日） - 飯塚義明
- 背の眼（2012年3月31日、BS日テレ） - 歌川春芳
- 町医者ジャンボ!! 第6話「肺ガンに隠された真実末期患者が決死の行動」（2013年8月8日、読売テレビ） - 永原正一
- きょうは会社休みます。 - 柴山太
  - 第8話「こじらせ女の孤独」（2014年12月3日）
  - 第9話「こじらせ女の恩返し」（2014年12月10日）
- ドS刑事 第10話「え! マヤがお見合い!? ついに最終章へ・連続殺人の魔の手が代官山家に!」（2015年6月13日） - 本間豊
- 花咲舞が黙ってない 第2シリーズ 第9話「消えた一千万の手形…絶対に隠したかった関係!?」（2015年9月2日） - 野口始
- マネーの天使〜あなたのお金、取り戻します!〜 第11話「ブラック芸能事務所とギャラバトル!!」（2016年3月17日、読売テレビ） - 斉藤秀夫
- 未満警察 ミッドナイトランナー 第6話「とある公園で、女性の遺体が発見される。監視カメラの映像には、犯人の男が逃走する姿が映っていた…。」（2020年8月1日） - 天満暁生
- 悪女（わる）〜働くのがカッコ悪いなんて誰が言った?〜（2022年4月13日 - 6月15日） - 竹内一成
- オクトー 〜感情捜査官 心野朱梨〜 Season1 第5話「葬儀で人質事件! 【驚き】続ける犯人」（2022年8月4日、読売テレビ） ‐ 望月経二郎
- ゼイチョー〜『払えない』にはワケがある〜（2023年10月14日 - 12月23日） - 米田保[注 2]
- 若草物語-恋する姉妹と恋せぬ私- - 行城豊[8]
  - 第5話「恋せぬ次女に恋する幼馴染」（2024年11月10日）
  - 第6話「恋せぬ次女のデビュー作」（2024年11月17日）
- 相続探偵 - 荻久保慎一郎[9]
  - 第7話「死後認知〜七人の隠し子〜」（2025年3月8日）
  - 第8話「死後認知〜八人目の隠し子〜」（2025年3月15日）
- 火曜サスペンス劇場
  - ウエディングベルが聞こえる（1989年6月20日）
  - 新任判事補2（1995年5月23日） - 検事
  - 救急指定病院4（1995年11月14日） - 石原医師
  - 警部補 佃次郎1「幻の男」（1996年6月4日） - 穂積信介
  - 盲人探偵・松永礼太郎12「今一度の」（2000年4月25日） - 三塚高之
  - 臨床心理士4（2001年10月16日） - 山崎良彦
  - 弁護士・朝日岳之助18「逃亡」（2003年2月18日） - 吉野匡
  - 街の医者・神山治郎8「ダイエット症候群の女」（2005年4月5日） - 田辺良一

#### TBS
- 水曜ドラマスペシャル
  - サザエ・ロード巡礼（1987年）
- パパはニュースキャスター 第8話「わたし、オンナになっちゃった」（1987年2月27日） - 人形店の主人
  - スペシャル 摩天楼はバラ色に（1987年10月2日） - 雑誌記者
- 土曜ドラマスペシャル
  - 風よ、鈴鹿へ（1988年）
- オイシーのが好き! 第3回「私はお金にケバくない!」（1989年） - 山田
- 空と海をこえて（1989年）
- 想い出にかわるまで（1990年）
- 松本清張一周忌特別企画・或る『小倉日記』伝（1993年8月4日） - 栗田
- 私の運命（1994年 - 1995年） - 服部広志
- 未成年（1995年） - 熊沢慎二
- リスキー・ゲーム（1996年） - 小竹正
- その気になるまで（1996年）
- おひさまがいっぱい（1996年） - 中村純一
- 天城越え（1998年1月1日）
- 松本清張特別企画・顔（1999年10月7日） - 刑事
- いのちの現場から6（1999年9月27日 - 11月26日、毎日放送） - 樋口院長
- こちら第三社会部 第2話「報道協定」（2001年10月15日） - 村西洸一
- 3年B組金八先生 第6シリーズ（2001年 - 2002年） - 成迫政之
- 真夜中の雨（2002年10月10日 - 12月19日） - 三輪忠志
- ブラックジャックによろしく（2003年） - 大久保
- さとうきび畑の唄（2003年9月28日）
- 27歳の夏休み（2005年6月30日） - 今西副編集長
- 赤い運命（2005年）
- 幸せになりたい! Take 7「張り込み大作戦!!」（2005年8月25日） - 矢沢健太郎
- 輪舞曲 第4話「つかの間のデート～揺れる思い」（2006年2月5日） - サイ
- ガチバカ! Round 6「説教するならカネをくれ!」（2006年2月23日） - 深田裕之の父
- 水戸黄門 第38部 第4話「人形一座に春が来た -淡路-」（2008年1月28日） - 中村庄太夫
- ぼくの妹（2009年4月19日 - 6月28日） - 塚本信
- おひとりさま（2009年10月16日 - 12月18日） - 井上浩文
- 獣医ドリトル 第五話「鳩が結ぶ50年越しの夫婦愛」（2010年11月21日） - 若山秋男
- ランナウェイ〜愛する君のために 第1話「余命3ヶ月の娘のため…家族の絆のため九州→東京1000キロ」（2011年10月27日） - 警官
- 走馬灯株式会社 第4話「妹尾舞 20歳」（2012年8月6日） - 影山六郎
- ビギナーズ! 第7話「負けたくない」（2012年8月30日） - 坂口明弘
- 隠蔽捜査 - 関本良治
  - 第3話「犯人射殺の謎と罠！最終決断！妻の命か人質の命か！」（2014年1月27日）
  - 第4話「「あなたは一国一城の主」―妻から託された想い さらなる降格か!? 所轄の大逆襲始まる！」（2014年2月3日）
  - 第5話「非情の捜査中止命令―現場の意地を見せてやる！なるか一発逆転！」（2014年2月10日）
  - 第8話「キャリア官僚連続殺人―外務省VS警察庁!? 恐るべきワナを見破れ！」（2014年3月3日）
  - 第9話「ついに上條失脚へ！変人コンビがキャリア官僚の大罪を暴き出す！」（2014年3月10日）
  - 第10話「変人コンビ最後の事件！誘拐された国会議員！要求は死刑囚の釈放」（2014年3月17日）
  - 最終話「変人コンビ最後の大勝負！国会議員誘拐事件の黒幕を暴き出せ！」（2014年3月24日）
- ダメな私に恋してください 第8話「今度は私から!? 主任とキス」（2016年3月1日） - 柴田秀輔
- IQ246〜華麗なる事件簿〜 第1話「天才貴族が汚れたクリエイターの完全犯罪を突き崩す」（2016年10月16日） - 桜庭社長
- LEADERS II（2017年3月26日） - 長谷部鉱二
- 99.9-刑事専門弁護士- SEASON II 第7話「敏腕弁護士逮捕!! 遂に裁判所と全面対決」（2018年3月4日） - 大河原孝正
- 4分間のマリーゴールド 第8話「母帰国で新たな波乱!?…迫る運命の日」（2019年11月29日） - 赤木和也
- 月曜ドラマスペシャル→月曜ミステリー劇場→月曜ゴールデン→月曜名作劇場
  - テキ屋の信ちゃん4「青春旅立ち編」（1994年9月26日）
  - 松本清張特別企画・父系の指（1995年1月16日）
  - 萩・津和野殺人ライン（1998年7月27日） - 荒尾宗一
  - 北海道旅情サスペンス3「遠い雪の記憶」（1999年3月15日） - 久保田信幸
  - パートタイマー刑事 月形兄妹の事件簿2「誰が天使を殺したか?」（1999年4月12日） - 大熊源吾[注 3]
  - 検視官江夏冬子5「京都慕い雛殺人事件」（2000年3月6日） - 大津部長
  - 弁護士・猪狩文助 - 青山義信
    - 弁護士・猪狩文助1「時の剣」（2001年4月23日）
    - 弁護士・猪狩文助2「罪を逃れて笑う奴」（2002年2月11日）
    - 弁護士・猪狩文助3「悪の扉」（2002年8月19日）
    - 弁護士・猪狩文助4「禁断の館」（2003年1月13日）
    - 弁護士・猪狩文助5「二つの遺言書」（2003年8月25日）

  - かあさん保護司 神崎アイの事件簿（2001年12月17日） - 片桐亮一
  - 探偵 左文字進5「三人目の女」（2002年4月8日） - 青柳弁護士
  - 長く孤独な誘拐（2004年2月2日） - 吉田健二
  - 横山秀夫サスペンス ペルソナの微笑（2004年5月3日） - 安川係長
  - おばさん会長・紫の犯罪清掃日記!ゴミは殺しを知っている6（2004年12月13日） - 広瀬拓也
  - 財務捜査官 雨宮瑠璃子2（2005年4月25日） - 松岡謙吾
  - 横山秀夫サスペンス ネタ元（2005年9月5日） - 水島和彦
  - 税務調査官・窓際太郎の事件簿13（2005年9月26日） - 赤倉賢吾
  - 走れ!事件記者 娘に捧げる最後のスクープ（2006年2月27日） - 工藤（前沢浩次）
  - 小児救急カルテ〜いのち110番（2006年5月22日） - 森本信也
  - 内部調査官・水平直の報告書（2011年1月17日） - 南洋
  - 浅見光彦シリーズ31「箸墓幻想」（2012年9月3日） - 丸岡孝郎
  - 捜査指揮官 水城さや1（2013年1月28日） - 戸川巧
  - 警視庁南平班〜七人の刑事〜7（2014年6月2日） - 榎田敏郎
  - 弁護士高見沢響子12（2014年7月7日） - 佐藤刑事
  - 北海道警察3「人質」（2014年11月3日） - 鷲尾亮一
  - 釣り刑事6（2015年5月18日） - 葉山紀一郎
  - 刑事夫婦2（2016年3月7日） - 野々村省吾
  - ミステリー作家・朝比奈耕作シリーズ - 朝比奈耕之介
    - ミステリー作家・朝比奈耕作シリーズ1「花咲村の惨劇」（2016年6月6日）
    - ミステリー作家・朝比奈耕作シリーズ2「鳥啼村の惨劇」（2018年3月12日）

  - 魔性の群像 刑事・森崎慎平5（2019年1月28日） - 金丸浩司
  - 警視庁機動捜査隊216X「引鉄」（2019年4月1日） - 丸岡誠二[注 4]

#### フジテレビ
- あいつがトラブル 第10話（1989年2月17日）
- すてきな片想い - 宮部長
  - 第1話「本当のスキはうまく言えない」（1990年10月15日）
  - 第2話「彼が私の親友を好きになった」（1990年10月22日）
  - 第8話「今さら好きなんて泣いちゃうよ」（1990年12月3日）
  - 第9話「あなたをずっと愛していました」（1990年12月10日）
  - 最終話「クリスマスは愛と涙でいっぱい」（1990年12月17日）
- 世にも奇妙な物語
  - 「リフレイン」（1991年）
  - 「ボタン」（1991年）
  - 「思い出を売る男」
  - 「協力者」（1999年） - 近藤重臣
- 101回目のプロポーズ - 早坂部長
  - 第3楽章「僕が幸せにします」（1991年7月15日）
  - 第7楽章「まさかあの人が」（1991年8月12日）
- じゃじゃ馬ならし（1993年） - 佐藤店長
- 17才-at seventeen-（1994年4月28日 - 9月1日） - 秋沢昭夫
- 素晴らしき家族旅行（1996年1月3日） - 黒沢信彦
- 古畑任三郎 2nd season「VSクイズ王」（1996年2月14日） - 牛島プロデューサー
- みにくいアヒルの子（1996年） - 山根教頭先生
- 踊る大捜査線シリーズ - 魚住二郎
  - 踊る大捜査線（1997年）
  - 踊る大捜査線 歳末特別警戒スペシャル（1997年）
  - 湾岸署婦警物語 初夏の交通安全スペシャル（1998年）
  - 踊る大捜査線 秋の犯罪撲滅スペシャル（1998年）
  - 踊る大捜査線 THE LAST TV サラリーマン刑事と最後の難事件（2012年）
- ギフト - 浦部
  - 第5話「過去に会った女に届ける」（1997年5月14日）
  - 第8話「過去に戻って由紀夫が別人になる」（1997年6月4日）
- こんな恋のはなし（1997年） - 蜷川常務
- ニュースの女 第9話「微笑がえし」（1998年3月4日） - 常務
- 恋はあせらず 第7話「お金なしでも出世する方法」（1998年5月27日） - 金丸清
- 隠密奉行朝比奈 第2シリーズ 第4話「復讐の紋様 唐津絵皿は語る」（1999年） - 桜井仙十郎
- 花村大介（2000年7月4日 - 9月19日） - 倉本和彦
  - 花村大介スペシャル ナースを救え!!（2001年1月2日）
- 女子アナ。 第2話「熱愛発覚!? 初スキャンダル」（2001年1月16日） - 矢野順一郎
- 恋するトップレディ 第7話「一番たいせつな人」（2002年2月19日、関西テレビ） - 笠倉高雄
- 春ランマン（関西テレビ） - 西岡営業部長
  - 第2話「友情を取るか恋を取るか!?」（2002年4月16日）
  - 第3話「今欲しいのは金? 出逢い?」（2002年4月23日）
  - 第4話「夢と恋愛を両立させる方法」（2002年4月30日）
  - 第5話「理想と現実のギャップ」（2002年5月7日）
  - 第6話「同窓会と合コンは甘い誘惑」（2002年5月14日）
  - 第10話「押すか引くか恋のかけひき」（2002年6月11日）
- 北の国から 2002遺言 後編（2002年9月7日） - 木本医師
- ダブルスコア 第4話「花のミニパト底抜け大作戦」（2002年10月29日） - 森川刑事
- マルサ!!東京国税局査察部（2003年4月8日 - 6月24日、関西テレビ） - 納谷利章
- 離婚弁護士 第9話「忘れられない男」（2004年6月10日） - 刑事
- 劇団演技者。（2005年）
- ほんとにあった怖い話（2005年） - 望月順平
- 曲がり角の彼女（2005年4月19日 - 6月28日、関西テレビ） - 真鍋健蔵
- Ns'あおい - 大倉喜一
  - 第2話「君の笑顔が病院を変える」（2006年1月17日）
  - 第3話「隠されていた秘密」（2006年1月24日）
  - 第8話「患者か娘か、命の選択」（2006年2月28日）
- 母親失格（2007年） - 倉本慎一
- 今週、妻が浮気します 最終話「幸福の選択」（2007年3月27日） - 斐川社長
- 絶対彼氏〜完全無欠の恋人ロボット〜（2008年4月15日 - 6月24日） - 平田一
  - 絶対彼氏〜完全無欠の恋人ロボット〜最終章スペシャル（2009年3月24日）
- 愛馬物語（2008年5月3日） - 橋本
- Room Of King（2008年） - 響京子の父
- セレブと貧乏太郎 第7話「大ゲンカのふたり」（2008年11月25日） - 仁志山達夫
- 松本清張生誕100年記念作品・駅路（2009年4月11日） - 内寺課長
- 白い春 第10話「娘を救ってくれ」（2009年6月16日） - 西田真一
- 救命病棟24時 第4シリーズ - 岡部宗一郎
  - 第6話「狙われた救命センター」（2009年9月15日）
  - 最終話「遂に感動の最終章!! 緊急出動したドクターカーに最大の危機が訪れる!? 仲間の死? そして進藤と楓の選択!? 崩壊した救命センターに未来は訪れるのか!?」（2009年9月22日）
- 誰かが嘘をついている（2009年10月6日） - 大宮裁判官
- 東京DOGS 第5話「家出少女の口説き方」（2009年11月16日） - 松尾和之
- チーム・バチスタ3 アリアドネの弾丸 - 矢神院長
  - 第1話「心不全トリックの謎」（2011年7月12日）
  - 第2話「Aiが見逃した殺意」（2011年7月19日）
  - 第9話「20年目の再犯」（2011年9月6日）
- 謎解きはディナーのあとで - 川又宗助
  - 第9話「聖夜に死者からの伝言をどうぞ 前編」（2011年12月13日）
  - 最終話「聖夜に死者からの伝言をどうぞ 後編」（2011年12月20日）
- PRICELESS〜あるわけねぇだろ、んなもん!〜 - 倉内勉
  - 第2話「貧乏って弱いの?」（2012年10月29日）
  - 最終話「聖なる夜に起こす最後の奇跡」（2012年12月24日）
- 遅咲きのヒマワリ〜ボクの人生、リニューアル〜 - 二階堂隆三
  - 第1話「30歳目前。オレの人生やり直せますか?」（2012年10月23日）
  - 第3話「恋をはじめるのに、理由が必要ですか?」（2012年11月6日）
  - 第4話「大切な人の気持ち、判っていますか?」（2012年11月13日）
  - 最終話「自分らしく咲ける日が来ること、信じていますか?」（2012年12月25日）
- 鴨、京都へ行く。-老舗旅館の女将日記- 第6話「ウェーバー伯爵失踪事件! 30年前の秘密」（2013年5月14日） - 姫野隆一郎
- ちびまる子ちゃん（2013年） - 西城秀治（ヒデじい）
- 極悪がんぼ - 轟琢朗
  - 第7話「敵は銀行 友情と涙の救出劇!」（2014年5月26日）
  - 第8話「今夜決着 悪徳銀行に仇討ち!」（2014年6月2日）
  - 第10話「最終決戦 次期総理を叩き潰す」（2014年6月16日）
- GTO（2014年） - 木内剛
- HERO 第2シリーズ - 津金沢健吾
  - 第10話「暴かれる真実の代償…城西支部最後の事件」（2014年9月15日）
  - 最終話「前代未聞の裁判員裁判! 久利生、検事生命をかけた決断・正義の為の最終決戦」（2014年9月22日）
- ほっとけない魔女たち（2014年） - 早乙女正徳
- 大使閣下の料理人（2015年1月3日） - 佐竹光博
- 問題のあるレストラン（2015年） - 杉崎
- 探偵の探偵（2015年） - 藤戸俊久
- ノンママ白書（2016年8月13日 - 9月24日） - 木村良平
- BARレモン・ハート SEASON2 第7話「安い酒の定義」（2016年5月16日、BSフジ） - 丸山社長
- HOPE〜期待ゼロの新入社員〜（2016年） - 中村和之
- 熱血シングル・ファザー〜新聞記者・新庄圭吾の事件ファイル〜3（2016年7月18日、BSフジ） - 風間高雄
- 嘘の戦争 第1話「天才詐欺師の復讐劇が開幕」（2017年1月10日） - 三枝晴男
- 犬神家の一族（2018年12月24日） - 犬神寅之助
- ミラー・ツインズ（2019年） - 葛城栄一
- ラジエーションハウス〜放射線科の診断レポート〜 - 甘春正一
  - 第6話「運命の緊急手術!! この命を守れ」（2019年5月13日）
  - 第10話「もう一人の天才、現れる!?」（2019年6月10日）
  - 最終話「命懸けで守りたい約束!! 最後の選択と決断とは!?」（2019年6月17日）
- 磯野家の人々～20年後のサザエさん～（2019年11月24日） - 平政
- 探偵・由利麟太郎 第1話「花髑髏」（2020年6月16日、関西テレビ） - 湯浅建彦
- アンサング・シンデレラ病院薬剤師の処方箋 第6話「病気に大きいも小さいもない」（2020年8月20日） - 長崎浩
- ナイト・ドクター 第2話「夜に訪れるコンビニ受診患者の真実!?」（2021年6月28日） - 朝倉哲郎
- 元彼の遺言状（2022年4月11日 - 6月20日） - 森川金治[10]
- 最高のオバハン 中島ハルコ 第2シリーズ 第5話「ハルコの目に涙!? 酒蔵相続騒動」（2022年11月5日、東海テレビ） - 奥山春彦
- 風間公親-教場0- 第3話「毒のある骸」（2023年4月24日） - 愁明医科大学副学長
- 全ラ飯 第5話「エマの数だけ幸せに」（2023年5月12日、関西テレビ）
- この素晴らしき世界（2023年7月20日 - 9月14日） - 浅野俊徳[11]
- おいハンサム!!2 第6話「急ににたくなったパパ」（2024年5月11日、東海テレビ） - 服部
- ブルーモーメント - 御子柴幹事長
  - 第4話「竜巻の脅威! 試される姉妹…過去を乗り越えろ!」（2024年5月15日）
  - 第5話「雹から霧へ! 災害の連鎖…SDMにスパイ潜入!」（2024年5月22日）
  - 第8話「熱雷襲来! SDMは活動停止…晴原復活なるか!」（2024年6月12日）
- 嘘解きレトリック - 柴田医師[12]
  - 第4話「死んだのは人間? 人形? 人形屋敷で起きた怪事件」（2024年10月28日）
  - 第5話「人形の呪い!? 人形殺人事件の真相やいかに!」（2024年11月4日）
- 問題物件 - 堀幹彦[13]
  - 第9話「天使の棲む部屋」（2025年3月12日）
  - 第10話「天使の棲む部屋 解決編」（2025年3月19日）
- 未恋〜かくれぼっちたち〜 最終話「ようやく"恋"はじめてみてもいいですか?」（2025年3月13日、関西テレビ） - 三蜂社の社長[14]
- 最後の鑑定人 第6話「バラバラ白骨遺体の謎…土門尾藤の合同捜査」（2025年8月13日） - 加賀正之[15]
- 金曜エンタテイメント→金曜プレステージ→赤と黒のゲキジョー→金曜プレミアム
  - 女浮気調査員・暮林陽子（1998年2月6日） - 渡辺社長
  - 内田康夫ミステリー 信濃のコロンボ1「北国街道殺人事件」（1998年5月1日） - 篠原清司
  - 年の差カップル刑事 - 白井錦也
    - 年の差カップル刑事1「お父さんは許しません」（1998年10月23日）
    - 年の差カップル刑事2「お嬢さんを私に下さい」（2001年9月7日）
    - 年の差カップル刑事3「とっても永すぎた春」（2004年2月27日）

  - 浅見光彦シリーズ
    - 浅見光彦シリーズ8「平家伝説殺人事件」（1999年7月2日） - 当山林太郎
    - 浅見光彦シリーズ49「不等辺三角形」（2014年1月17日） - 正岡佑直
    - 浅見光彦シリーズ52「神苦楽島」（2015年9月4日） - 長谷川幸一

  - 女弁護士水島由里子の危険な事件ファイルNo.3（1999年9月3日） - 柿原所長
  - 盗撮 覗かれた主婦（2000年3月24日） - 神蔵昌雄
  - デパートガール探偵（2000年5月19日） - 阿部勇太郎
  - 着物デザイナー 黛涼子の推理紀行3（2002年3月1日） - 柳田悟
  - 名司会者・寿鶴子 殺人スピーチ2（2006年4月7日） - 金沢辰夫
  - まだ見ぬ父へ、母へ・魂で歌う青い海〜全盲のテノール歌手・新垣勉の軌跡（2007年12月21日） - 上原牧師
  - クッキングパパ（2008年8月29日） - 大平課長
  - エド・はるみ物語（2008年11月7日） - 秋山隆一
  - 刑事・鳴沢了2「偽りの聖母」（2011年5月20日） - 岡安幹生
  - 海の斜光（2014年11月7日） - 成田正隆
  - 瀬在丸紅子の事件簿〜黒猫の三角〜（2015年2月6日） - 小田原政哉
  - 所轄刑事10（2016年12月9日） - 小森要三
  - 赤い霊柩車37「猫を抱いた死体」（2018年11月16日） - 増谷康弘
- 痛快TV スカッとジャパン
  - 「フワちゃんvsゴミ捨てマナー最低隣人」（2020年8月10日）

#### テレビ朝日
- さすらい刑事旅情編III 第18話「古都金沢で待っていた女・死亡時刻の謎」（1991年2月13日） - 志村芳樹
- はぐれ刑事純情派 第5シリーズ 第18話「盗聴器を仕掛けた女・ガテンギャルの犯罪」（1992年8月5日） - 倉田賢一
- ホテルドクター（1993年1月12日 - 3月12日） - 寺田吉之助
- 将軍の隠密!影十八 第14話「うそ・情婦のできごころ」（1996年5月25日） - 宗玄 / 黄昏の磯吉
- ガラスの仮面 - 小野寺一
  - 第1シリーズ（1997年7月7日 - 9月15日）
  - 第2シリーズ（1998年4月13日 - 6月29日）
  - 完結編（1999年9月30日）
- 家政婦は見た - 内村拓也
  - 第5話「本物家族VS出前家族の争い」（1997年11月6日）
  - 第6話「続・本物家族VS出前家族の争い」（1997年11月13日）
- はみだし刑事情熱系
  - PART2 第21話「涙の緊急手配！改造拳銃を買った女」（1998年3月11日） - 佐伯智明
  - PART5 第13話「涙の狙撃犯!! 悪女を守る男達」（2001年1月10日） - 岩下刑事
- 新選組血風録（1998年） - 武田観柳斎
- 六本木キャバクラ天使（1999年）
- てっぺん（1999年7月8日 - 9月16日） - 斉藤靖
- 科捜研の女 season1（1999年10月21日 - 12月16日） - 森村茂
- 29歳の憂うつ パラダイスサーティー（2000年）
- 愛人の掟・あなたに逢いたくて（2000年）
- es 危険な扉 -愛を手錠で繋ぐ時-（2001年） - 田沢宗和
- サトラレ（2002年） - 佐伯伸二
- おみやさん 第1シリーズ 第4話「時効直前 殺意に秘められた美しき白い肌」（2002年6月13日） - 和田隆
- TRICK（2003年） - 地主・江藤
- 生放送はとまらない!（2003年） - 営業部長
- 相棒
  - season3 - 加賀谷秀之
    - 第1話「双頭の悪魔」（2004年10月13日）
    - 第2話「双頭の悪魔II〜堕天使」（2004年10月20日）
    - 第3話「双頭の悪魔III〜悪徳の連鎖」（2004年10月27日）

  - season16 第5話「手巾」（2017年11月15日） - 樋口彰吾
  - season22 第19話「トレードオフ」（2024年3月6日） - 乙部泰治郎
- ダムド・ファイル（2004年） - 松村順一郎
- 弟（2004年） - 嶋尾康文
- 京都地検の女 第3シリーズ 最終話「鶴丸検事、20年目の運命の再会…同級生は殺人犯で被害者!? チェッカーズの名曲が暴く家庭崩壊の秘密と嘘」（2006年6月22日） - 緑川元吉
- PS -羅生門-（2006年） - 大星
- 警視庁捜査一課9係
  - 水野治久
    - 警視庁捜査一課9係 年末スペシャル（2006年12月27日）
    - 警視庁捜査一課9係 season2（2007年4月25日 - 6月20日）

  - ゲスト
    - 警視庁捜査一課9係 season8 第1話「捏造された殺人」（2013年7月10日） - 若月裕一
- マグロ（2007年1月4日・5日）
- 遠山の金さん 第1話「江戸に舞う桜吹雪!! 疫病神に愛された女」（2007年1月16日） - 林田土佐守
- 特命係長 只野仁（3rdシーズン） 第30話「有名作家と窓際社員」（2007年3月9日） - 佐々木満夫
- 警視庁捜査ファイル さくら署の女たち 最終話「謎の銃弾!! 最終標的は刑事の母」（2007年9月13日） - 斉藤忠雄
- 点と線（2007年11月24日・25日） - 河西徹夫
- 未来講師めぐる 第1話「食後は20年後が見える!?」（2008年1月11日） - 赤坂寅彦
- ロト6で3億2千万円当てた男 第8話「母の涙…別れの25年預金通帳!! 完結編」（2008年8月22日） - 吉田オーナー
- 松本清張生誕100年スペシャル 夜光の階段 第2話「告白」（2009年4月30日） - 吉川刑事
- 名探偵の掟 第七章「トリックの正体」（2009年5月29日） - 執事・青野
- 853〜刑事・加茂伸之介 最終話「また逢う日まで！」（2010年3月11日） - 本間裕二
- 警視庁失踪人捜査課 第8話「爆破現場から消えた男!」（2010年6月4日、朝日放送） - 須藤博之
- 警視庁継続捜査班 第6話「未解決殺人〜復讐」（2010年8月26日） - 真久部達郎
- ホンボシ〜心理特捜事件簿〜（2011年1月20日 - 3月10日） - 梶原稔
- アスコーマーチ〜明日香工業高校物語〜 第7話「世界」（2011年6月19日） - 沼尻工場長
- 越境捜査3（2011年12月22日） - 湯浅慶三郎
- 必殺仕事人2013（2013年2月17日、朝日放送共同製作） - 七兵衛
- 警部補 矢部謙三2（2013年） - 国木田晃
- 緊急取調室 FIRST SEASON 第6話「ゲームの神と呼ばれた男」（2014年2月20日） - 山本真人
- TEAM -警視庁特別犯罪捜査本部- 第1話「座らされた毒殺死体の謎」（2014年4月16日） - 木野吉晴
- ドラマスペシャル 遺留捜査（2014年8月9日） - 岡部保
- 松本清張「霧の旗」（2014年12月7日） - 谷村信吾
- ドクターY〜外科医・加地秀樹〜（2016年） - 沖田良純
- 越路吹雪物語（2018年） - 岩谷雄三
- 刑事ゼロ 第5話「500年前の殺人トリック!? 父が残した時刻表の謎…京都の冬山で娘の復讐!!」（2019年2月7日） - 森幸介
- やすらぎの刻〜道（2019年） - 根来冴次
- 魔進戦隊キラメイジャー - ヌシカンさん
  - エピソード25「可愛いあの巫女」（2020年9月27日）
  - エピソード26「アローな武器にしてくれ」（2020年10月4日）
- ドラマスペシャル・はぐれ刑事三世（2020年10月15日） - 古沢秀史
- 七人の秘書 Mission 6「神の手を持つ名医の黒い金!!」（2020年11月26日） - 西条忠
- 特捜9 season6 最終話「命がけの伝言」（2023年5月31日） - 真田雅弘
- ノッキンオン・ロックドドア 第7話「最終章! 検事射殺事件」（2023年9月9日） - 砂貝真
- ●●ちゃん 第4話「私と、セックスしませんか?」（2023年9月17日、朝日放送） - 高橋光成
- テレビ朝日開局65周年記念・松本清張 二夜連続ドラマスペシャル 第一夜『顔』（2024年1月3日） - 永井治
- 無用庵隠居修行9（2025年9月23日〈予定〉、BS朝日） - 乾友之助[16]
- 土曜ワイド劇場→土曜プライム・土曜ワイド劇場
  - 本郷菊坂おんな殺人坂（1987年10月31日）
  - 江戸川土手殺人事件（1995年4月15日、朝日放送） - 阿部刑事
  - 女料理長 麻生祥子の推理（1995年5月13日） - 深江哲郎
  - 事件6（1998年7月4日） - 岩本康夫
  - ママさん記者明衣子の事件（1999年4月24日） - 寺尾デスク
  - 眼科医 小室瞳の推理カルテ2（2002年6月22日、朝日放送） - 蒔田竹雄
  - 狩矢父娘シリーズ3「京都紅葉寺殺人事件」（2002年11月23日） - 須本芦夫
  - 松本清張没後10年企画 疑惑（2003年3月22日） - 緒方武雄
  - 牟田刑事官VS終着駅の牛尾刑事そして事件記者冴子3「レッドライト」（2003年12月27日） - 成沢良秀
  - 科学捜査研究所・文書鑑定の女2（2004年2月7日） - 都筑勝
  - 炎の警備隊長・五十嵐杜夫2（2004年3月20日、朝日放送） - 宇佐美与一
  - 棟居刑事の捜査ファイル ガラスの恋人（2005年1月29日） - 西脇紀夫
  - 警視庁捜査一課強行七係（2005年2月12日） - 引田義男
  - 鉄道捜査官5（2005年6月4日） - 田畑孝
  - 終着駅シリーズ
    - 終着駅シリーズ18「破婚の条件」（2005年8月20日） - 末次正次 / 逸見有義（二役）
    - 終着駅シリーズ27「悪の魂」（2013年9月28日） - 升田修一

  - おばはん刑事!流石姫子ファイナル（2006年8月26日） - 月村恭平
  - 逆転弁護（2006年12月9日、朝日放送） - 安田幸春
  - 東京駅お忘れ物預り所 - 小原昇一
    - 東京駅お忘れ物預り所1（2007年5月5日）
    - 東京駅お忘れ物預り所2（2008年10月25日）

  - 天才刑事・野呂盆六I（2007年6月9日、朝日放送） - 浦上信也
  - 獣医・いかり七緒の殺人診断（2007年10月27日） - 丹下章夫
  - ショカツの女2 新宿西署 刑事課強行犯係（2008年5月17日、朝日放送） - 須藤俊一
  - タクシードライバーの推理日誌24（2008年9月13日） - 高木利一
  - 法医学教室の事件ファイル29（2009年8月15日） - 杉山祐一郎
  - 弁護士・森江春策の事件2（2010年8月21日） - 柿本啓次郎
  - デパート仕掛け人!天王寺珠美の殺人推理4（2010年10月16日、朝日放送） - 飯島俊哉
  - 拘置所の女医1（2011年3月5日） - 羽場剛史
  - 西村京太郎トラベルミステリー
    - 西村京太郎トラベルミステリー57「スーパービュー踊り子連続殺人」（2012年1月28日） - 森谷孝三
    - 西村京太郎トラベルミステリー64「仙台・青葉の殺意」（2015年8月15日） - 川西邦男

  - 100の資格を持つ女6〜ふたりのバツイチ殺人捜査〜（2012年6月16日、朝日放送） - 野崎達夫
  - 人類学者・岬久美子の殺人鑑定 - 高村新平
    - 人類学者・岬久美子の殺人鑑定3（2013年3月2日）
    - 人類学者・岬久美子の殺人鑑定4（2013年9月21日）

  - スペシャリスト - 猪熊佐千夫
    - スペシャリスト1（2013年5月18日）
    - スペシャリスト2（2014年3月8日）
    - スペシャリスト3（2015年2月28日）
    - スペシャリスト4（2015年12月12日）

  - 火災調査官・紅蓮次郎14（2014年1月25日） - 佐伯耕作
  - 監察官・羽生宗一3（2015年7月4日） - 畠山副署長
  - 検事・悪玉（朝日放送） - 桑村良雄
    - 検事・悪玉1（2016年3月19日）
    - 検事・悪玉2（2018年6月10日）[注 5]

  - 弁護士・倉沢由法の事件ファイル（2017年1月21日、朝日放送） - 岩下智巳
- ミステリースペシャル
  - 特殊犯罪課・花島渉1（2017年3月16日） - 加藤義昭
- 日曜ワイド
  - 明日への誓い（2018年3月25日） - 桧垣達郎
- 日曜プライム
  - 庶務行員 多加賀主水が許さない4（2020年2月16日） - 久住義正

#### テレビ東京
- 赤い月（2004年5月5日・6日） - 池田
- 2ndハウス（2006年） - 野々下辰徳
- よろずや平四郎活人剣 第2話「逃げる浪人」（2007年4月27日） - 古沢武左衛門
- 幻十郎必殺剣 第2話「赤馬が飛んだ夜」（2008年1月25日） - 稲葉備前守
- トラブルマン（2010年） - 木下春男
- 刑事（2014年3月26日） - 谷口博之
- 僕らプレイボーイズ 熟年探偵社 第6話「おばあちゃんを追跡せよ!」（2015年8月28日） - 陶久茂
- 孤独のグルメ Season5 第2話「東京都江東区 清澄白河のポパイベーコンとサンマクンセイ刺」（2015年10月9日） - 田島
- 釣りバカ日誌〜新入社員 浜崎伝助〜（2015年） - 貞松専務
- 山本周五郎人情時代劇 第10話「泥棒と若殿」（2016年2月9日、BSジャパン） - 室久左衛門
- 警視庁ゼロ係〜生活安全課なんでも相談室〜 THIRD SEASON 第6話「作家毒殺の犯人? マスコミを手玉に取る30歳下の美人妻。」（2018年9月7日） - 加賀美純
- ハラスメントゲーム（2018年） - 白石宗雄
- 執事 西園寺の名推理2 第2話「遊園地爆破に潜む罠」（2019年5月3日） - 涌井敏弘
- 絶メシロード season1 第5話「こころ」（2020年2月21日） - 店主の夫
- 記憶捜査2〜新宿東署事件ファイル〜 - 志田茂
  - 第6話「殺人高速バス467キロ 12番目の客が消えた!? 空白7分」（2020年11月27日）
  - 最終話「容疑者20人の迷宮!! 殺人バス…100万円のトリック」（2020年12月4日）
- 真相は耳の中 FILE2「自由山崎」（2022年10月28日） - 畠山弘大
- 夫を社会的に抹殺する5つの方法 Season2（2024年1月9日 - 3月26日） - 日野聡一郎[17]
- 法廷のドラゴン 第6局「巨額の遺産分割 VS 詰将棋の遺言」（2025年2月21日） - 岡山里仁[18]
- 女と愛とミステリー→水曜ミステリー9〈第1期・第2期・水曜エンタ〉
  - 招かざる客-富士山麓連続殺人事件-（2001年2月18日） - 村岡圭介
  - 和泉教授夫妻シリーズ3「夏泊殺人岬」（2003年11月5日） - 加部伸次
  - 犯罪交渉人ゆり子3（2004年2月18日） - 山下哲夫
  - 密会の宿3「北鎌倉 嫉妬と不倫殺人」（2005年1月26日） - 新庄誠一
  - 刑事吉永誠一 涙の事件簿3「一億円の幸せ」（2005年11月16日） - 平塚次郎
  - 新米事件記者・三咲 - 野母義郎
    - 新米事件記者・三咲1（2005年5月11日）
    - 新米事件記者・三咲2（2006年5月17日）

  - 下町・おかず横丁殺人事件簿（2005年12月21日） - 大川勇
  - 食い道楽!出張料理人 亀崎源一（2006年2月8日） - 海藤良夫
  - 北アルプス山岳救助隊・紫門一鬼9「白馬山岳ツアー天空の密室殺人」（2007年7月18日） - 原田修一
  - 篝警部補の事件簿4「古都鎌倉・奇跡の石殺人水脈」（2008年4月16日） - 錦織信一郎
  - 監察医・篠宮葉月 死体は語る9（2008年5月7日） - 石原誠
  - 鑑識特捜班・九条礼子1〜骨を知る女〜（2012年2月22日） - 神倉勇蔵
  - 葬儀屋松子の事件簿2（2013年1月23日） - 沢征次
  - 警察大学校 日丸教授の事件ノート（2014年7月9日） - 平岡直
  - 激突! アラフィフ熟女刑事の事件簿（2015年6月10日） - 安藤久則
  - 森村誠一サスペンス 刑事の証明9（2015年7月8日） - 森島只仁
  - 軽井沢駐在犬日誌（2015年11月4日） - 益山史郎
  - マザー・強行犯係の女〜傍聞き〜（2016年4月20日） - 八生守雄
  - 嫌われ監察官 音無一六スペシャル（2017年1月18日） - 岩瀬厚一郎
- 月曜プレミア8
  - ラストライン 刑事 岩倉剛（2020年6月29日） - 木下賢作
  - 新・信濃のコロンボ2「北国街道殺人事件」（2021年8月23日） - 畑野高秀
  - 再雇用警察官4（2022年7月4日） - 畑靖史

#### WOWOW
- その時までサヨナラ（2010年） - 竹内猛
- 血の轍（2014年） - 香川剛
- イアリー 見えない顔（2018年） - 西本淳三
- 白暮のクロニクル（2024年） - 来間嘉一郎

#### その他
- 特捜最前線2012（2012年10月1日、東映チャンネル） - 袋井十郎太
- 「5つの歌詩（うた）」EPISODE 04『何度でも』（2022年8月18日、スターチャンネルEX / 2022年9月24日、BS10スターチャンネル） - 福浜辰雄
- 社畜人ヤブー（2025年4月4日 - 6月20日、BS松竹東急） - 菰田吉蔵

### テレビ番組
- 鶴瓶のスジナシ（中部日本放送）
  - 第338回「それは香川から始まった」（放送日不明）[19]
- 釣りびと万歳（NHK BSプレミアム）
  - 「東京湾の巨大クロアナゴと力勝負 ～佐戸井けん太 神奈川・横浜沖～」（2020年4月12日）
  - 「引きはヘビー級 ナマズ ～神奈川・湘南エリア 佐戸井けん太」（2021年5月30日）
- あてなよる（NHK BSプレミアム）
  - 「鶏で呑む」（2020年7月13日）
- クイズ!脳ベルSHOW（BSフジ）
  - 第1174回（2021年4月19日）、第1175回（2021年4月20日）
  - 第1178回 週間チャンピオン大会（2021年4月23日）
- 上沼恵美子のおしゃべりクッキング（朝日放送・テレビ朝日）
  - 「おうちで居酒屋」（2022年2月21日 - 25日）

### 映画
- 学校の怪談3（1997年、東宝） - 木村義男
- 踊る大捜査線 THE MOVIE（1998年、東宝） - 魚住二郎
- 催眠（1999年、東宝） - 井手利一
- 猫の恩返し（2002年、東宝） - ナトリ（声の出演）
- 踊る大捜査線 THE MOVIE 2 レインボーブリッジを封鎖せよ!（2003年、東宝） - 魚住二郎
- ミラクルバナナ（2005年） - 三島清志
- 劇場版 仮面ライダーカブト GOD SPEED LOVE（2006年、東映） - 医者
- 仮面ライダー×仮面ライダー オーズ&ダブル feat.スカル MOVIE大戦CORE（2010年、東映） - 矢口孝三
- 踊る大捜査線 THE MOVIE3 ヤツらを解放せよ!（2010年、東宝） - 魚住二郎
- 踊る大捜査線 THE FINAL 新たなる希望（2012年、東宝） - 魚住二郎
- くろねこルーシー（2012年） - 新藤三郎太
- 悼む人（2015年、東映） - 海老原
- 愛を積むひと（2015年、松竹） - 刑事
- 本能寺ホテル（2017年、東宝） - 島井宗室
- 居眠り磐音（2019年、松竹） - 由蔵
- 劇場版 ラジエーションハウス（2022年、東宝） - 甘春正一
- わたし達はおとな（2022年、ラビットハウス）[20]
- ゾン100〜ゾンビになるまでにしたい100のこと〜（2023年、Netflix） - マンションの管理人 役

### 舞台
- 七色インコ（2000年5月14日 - 30日、TBS赤坂ACTシアター） - 小田原刑事
- 私のなかの悪魔（2013年3月25日 - 31日、あうるすぽっと） - 教員
- いまを生きる（2021年） - ノーラン校長
- 青空（2025年2月1日、俳優座劇場）[21]
- 梨泰院クラス（2025年6月9日 - 30日、東京建物 Brillia HALL / 7月6日 - 11日、箕面市立文化芸能劇場 大ホール / 7月18日 - 21日、アイプラザ豊橋） - チャン・デヒ[22][23]
- 坂本冬美特別公演（2025年10月10日 - 31日〈予定〉、新歌舞伎座）[24]

### ラジオドラマ
- FMシアター （NHK-FM）
  - 「広くてすてきな宇宙じゃないか」（1993年5月15日）[25]
  - 「少尉のオルゴール」（2002年6月29日、NHK松山放送局制作）[26]
  - 「カーン」（2003年4月5日）[27]
  - 「手の中のコスモス」（2009年6月27日、NHK名古屋放送局制作）[28]
  - 「黄昏研修」（2016年6月18日）[29]
  - 「桜は、散らない！」（2023年6月10日、NHK松山放送局制作）[30]
  - 「夜のまちと昼のまち」（2023年8月19日）[31]
- 青春アドベンチャー（NHK-FM）
  - 「BANANA・FISH パート3」（1995年6月26日 - 7月7日、全10回）[32]
  - 「夏への扉」（1995年8月28日 - 9月8日、全10回）[33]
  - 「踊る黄金像」（1995年10月9日 - 20日、全10回）[34]
  - 「穴　HOLES」（2005年6月6日 - 17日、全10回）[35]
- ダミーヘッド・アドベンチャー・スペシャル 「ジャンヌ」（1996年1月1日、NHK-FM）[36]
- SOUNDS OF STORY〜ASADA JIRO LIBRARY〜　短編集「五郎治殿御始末」より「椿寺まで」（2014年4月12日、J-WAVE）[37]

### オリジナルビデオ
- 新・麻雀放浪記4　旅情編（2000年、ケイエスエス） - めくりの弦
- 日本統一 65（2024年、ライツキューブ）

### 配信ドラマ
- LISMOドラマ 婚前特急-ジンセイは17から-（2009年）
- 民王番外編 秘書貝原と6人の怪しい客 第1話「教育係貝原見参!」（2016年4月22日配信、TELASA） - 田中幾多郎
- ドクターY〜外科医・加地秀樹〜（2016年9月29日 - 、テレ朝動画・auビデオパス） - 沖田良純
- 臨床犯罪学者 火村英生の推理 2019「狩人の悪夢」編（2019年9月29日・10月6日、Hulu） - 西田杜夫

### CM
- カルピス
- 東京ガス
- 佐川急便

### CD
- BANANAFISH - マックス・ロボ（2代目）
- SEEDS OF MOVIES 日時計 (ラジオドラマ) - 前田（明の父）